# Station Plouvara - Plerneuf
Station Plouvara - Plerneuf is een spoorweghalte in de Franse gemeente Plouvara. Zij wordt bediend door treinen van het netwerk TER Bretagne op het traject Lannion - Saint-Brieuc.